# Justine Dubois
 (février 2018).
Si vous disposez d'ouvrages ou d'articles de référence ou si vous connaissez des sites web de qualité traitant du thème abordé ici, merci de compléter l'article en donnant les références utiles à sa vérifiabilité et en les liant à la section « Notes et références ».
Justine Dubois est une joueuse de football française née le 17 février 1992 à Saint-Omer (Pas-de-Calais). Elle évolue au poste de milieu de terrain.

## Biographie

### Enfance et formation
Jusqu'en 2007, Justine joue à l'US Saint-Omer. C'est cette même année que le vice-président de l'US Gravelines Foot la remarqua lord d'un match contre l'US Saint-Omer. À la suite de sa performance lors de ce match, elle s'engagea avec l'USG Féminines et c'est en 2007 qu'elle s'engage avec l'équipe première.

### Carrière professionnelle
Elle joue depuis 2007 en équipe première de l'USG Féminines. Elle rejoint l'Arras FCF en 2012.

### Carrière en sélection
Elle évolue de 2007 à 2008 en Équipe de France féminine de football des moins de 16 ans, comptant 5 sélections et 2 buts. Avec l'Équipe de France féminine de football des moins de 17 ans, elle dispute sept matchs dont deux de la Coupe du monde féminine de football des moins de 17 ans 2008.